# Paul Nyman
Paul Mauritz Nyman (* 3. November 1929 in Wyborg; † 25. November 2020 in Tampere) war ein finnischer Radrennfahrer.
Paul Nyman war einer der besten Radsportler Finnlands in den 1950er Jahren. Insgesamt gewann er in diesen Jahren (mindestens) 25 finnische Meisterschaften, in der Einer- sowie der Mannschaftsverfolgung, im 1000-Meter-Zeitfahren auf der Bahn, im Straßenrennen und Einzelzeitfahren auf der Straße, sowie im Mannschaftszeitfahren. Zudem stellte er mehrere finnische Rekorde auf. Viermal fuhr er die Internationale Friedensfahrt mit folgenden Ergebnissen: 1954 – schied er aus, 1955 – 12., 1956 – 4. (die war die beste Platzierung, die jemals ein Finne in diesem Rennen erreichte), 1957 – 22.
Dreimal startete Nyman bei Olympischen Spielen: 1952 in Helsinki im olympischen Straßenrennen (hier musste er ausscheiden) und in der Mannschaftswertung kam sein Team nicht in die Wertung, 1956 in Melbourne (11. im olympischen Straßenrennen und 18. im 1000-Meter-Zeitfahren) sowie 1960 in Rom im olympischen Straßenrennen  (17.) und im Mannschaftszeitfahren (20.), im Sprint und im Zeitfahren. Mit dem Porvoon ajot gewann er 1958 das älteste finnische Eintagesrennen.
Von 1957 bis 1959 siegte er im Etappenrennen Tammisaaren ajot. Nyman startete für den Verein Tampereen Pyörä-Pojat. Nach den Spielen in Rom beendete Paul Nyman seine aktive Karriere, blieb dem Radsport aber als Funktionär des finnischen Verbandes verbunden.